# 大薩格 (蒙大拿州)
大薩格（英語：Big Sag）是位於美國蒙大拿州舒托縣的非建制地區。

## 地理
大薩格所處的海拔為高於海平面1055米（即3461英呎），而該地所採用的時區為UTC-6，即北美山地時區（MST）。同時該地設有夏令時間，為UTC-7調快一小時，即UTC-6（MDT）。